# Percy Olivares
Percy Celso Olivares Polanco (* 5. Juni 1968 in Lima) ist ein ehemaliger peruanischer Fußballspieler.

## Karriere
Olivares spielte in seiner Heimat bei Sporting Cristal. Nach einem kurzen Gastspiel beim kolumbianischen Deportivo Cali wechselte er nach Deutschland. Beim Bundesligisten 1. FC Nürnberg erhielt er die Spielergenehmigung vom DFB erst verspätet, so dass er zu seinem ersten Einsatz erst am 2. Spieltag der Saison 1992/93 kam. Von dort an war der Kapitän seines Nationalteams direkt Stammkraft, absolvierte 19 Spiele und verließ dann den Club. Nürnbergs Präsident Gerhard Voack sagte zu den Gründen „Seiner Frau Christina ist es in Deutschland zu kalt.“ Olivares weitere Karriere war von mehreren Wechseln gekennzeichnet, er spielte noch für CD Teneriffa, Rosario Central, CD Cruz Azul, Fluminense FC, PAOK Thessaloniki, Panathinaikos Athen, Universitario de Deportes, FC Dallas und Alianza Atlético.